# Незура 1964
«Незура 1964» (ネズラ 1964, незура ічікіюрокуйон) — кайдзю-фільм, створений 3Y Co., Ltd. у співпраці з Kadokawa. Фільм заснований на нествореному попереднику «Ґамери» 1965 року, у фільмі представлені кілька членів акторської групи з франшизи «Ґамера». Випущений 19 грудня 2020 року.

## Кайдзю
- Незура
- Мамонт Незура

## Актори
- Юкіджиро Хотару — Нагано, президент компанії, яка виробляє фільми
- Масанорі Хотару — Тсукаджі, директор спецефектів
- Казума Йонеяма — Юкама
- Іпеі Осако — Шигео, син Нагано
- Хімаварі Ано — Сачіко, актриса
- Нобору Сато — Мураока
- Йошіро Учіда — Такіяма
- Мач Фуміаке
- Маі Саіто — Юнко
- Акіра Озаші — Мамонт Незура

## Розробка
31 грудня 2019 року було оголошено про початок виробництва фільму. Тоді ж був випущений тизер. Фільм буде заснований на невипущеному фільмі 1964 року «Гігантське чудовисько Незура». Також у фільмі будуть представлені актори з франшизи «Ґамера» Юкіджиро Хотару, Хімаварі Ано та Йошіро Учіда. У ньому будуть представлені. У фільмі має з'явитися «Мамонт Незура», розроблений художником Кейсуке Йонеямою. 
3 січня, лише за три дні краудфандингу, фільм «Незура 1964» успішно досяг своєї мети в 1 000 000 ієн. 8 січня режисер Хірото Йококава зустрівся з режисером спецефектів Тохо Теруйосі Накано, який побажав йому успіху в проєкті. 31 січня було показано рекламний плакат. 16 лютого, на святкуванні кампанії фільму «Макуаке», яка перевищила 200% від поставленої мети, акаунт @nezura1964 у Twitter оголосив про вручення мініплакатів фільму «Незура 1964» з автографом Хотару.
18 лютого було оголошено, що актор Нобору Сато приєднався до акторського складу «Незура 1964». На наступний день було оголошено, що композитор Такуя Імахорі буде створювати музику до фільму. 23 березня був показаний глиняний макет Мамонта Незури від скульптора Кейсуке Йонеями. Ще одна модель, виліплена Такумою Асаї при побудові костюма для монстра, була презентована 29 березня. Краудфандінг для «Незура 1964» завершився 30 березня, зібравши 3 266 000 ієн при цілі в 1 000 000 ієн із загальною кількістю 482 прихильників.
31 травня (1 квітня в Японії) акаунт @nezura1964 у Twitter оголосив про фальшивий проєкт під назвою Битва монстрів: Незура проти Гарашарпа (幻の怪獣決戦ネズラ対ガラシャププ, мабороші но кайдзю кесссен незура тай гарашапу).  На додаток до титульних «Незури» і «Гарашарпа», було оголошено про інших монстрів, які знялися б у фільмі.
3D-модель Мамонта Незури, створена художником Каріном, була представлена 3 квітня. Очікується, що монстра буде зображено за допомогою костюмів та комп'ютерною анімацією. 16 квітня в Twitter були розміщені зображення завершеної моделі «Мамонта Незури» від Кейсуке Йонеями, а також подробиці про роль монстра у фільмі. Він буде досягати 80 метрів і важити 70 метричних тонн, і, як в оригіналі сценарію для, поїдатиме інших Незур, щоб стати гігантським. Він характеризується відсутністю хутра на його тілі, а також «підозріло блискучими очима». Зображення Юкіджиро Хотару в костюмі, були опубліковані 27 квітня, супроводжуючись коротким інтерв'ю з офіційного вебсайту nezura1964.com. Інтерв’ю з Нобору Сато та Іппеєм Осако разом із зображеннями їхніх персонажів Мураоки та Шигео відбулися 29 квітня та 3 травня відповідно. Інтерв’ю з режисером Хірото Йококавою було опубліковане в SciFi Japan 11 травня.
20 травня був показаний новий плакат для фільму. Зірка фільму «Ґамера: Супер монстр» Мах Фуміаке офіційно приєднався до акторського складу 15 червня. 3Y випустив перший трейлер фільму 30 червня, після чого 20 липня вийшла версія з англійськими субтитрами. Актор Акіра Охаші, найвідоміший за ролями Ґамери та Іріс у трилогії «Хейсей Ґамери», а також Кінг Гідори в «Ґодзілла, Мотра, Кінг Гідора», приєднався до акторського складу 19 липня як актор який гратиме Мамонта Незуру. Пізніше, 17 серпня, Май Сайто приєднався до акторського складу. Зйомки тривали до жовтня, коли актор і режисер Норман Ендлі приєднався до акторського складу у ролі персонажа, на ім'я Шмідт, а вищезгаданий Мах Фуміаке створив музичну композицію «Марш Незури».
Завершення першого проєкту сценарію фільму було оголошено 3 березня 2020 року, а зйомки розпочатися вже незабаром. Виробництво розпочалося щонайменше на початку червня, коли відповідні кадри були оприлюднені через Twitter-акаунт @nezura1964. Зйомки завершились 4 жовтня.